# Constantino Unghetti
Constantino Unghetti Álamo (Castellar, 24 de enero de 1923-Málaga, 28 de mayo de 2015) fue un escultor español.

## Biografía
Constantino Unghetti nació en Castellar (Jaén) en 1923. Su padre era un ebanista afamado, del que aprendió el trabajo en la madera. Sus estudios comenzaron en Jaén, para después, tras el bachillerato, marcharse a Madrid, tras la Guerra Civil, donde obtuvo una formación académica en la Escuela Superior de Bellas Artes de San Fernando y posteriormente en Sevilla. Su estancia en Madrid era de trabajo y estudio intenso para conseguir la meta que se había propuesto. Su periodo de formación transcurrió en la década de los cuarenta, en plena posguerra, con muchas dificultades y pocos recursos familiares.
Su situación profesional se tornó difícil, pero en la década de los cincuenta, se asentó en Jaén capital, para establecerse como escultor, alternando siempre con actividades arqueológicas, como becario del Instituto de Estudios Giennenses. Su primer gran encargo fue el Cristo Yacente de la Basílica de San Ildefonso de Jaén, realizado en 1959, estando ya casado. Contrajo matrimonio en 1955 con Paz Molina Cledera, su compañera y su mejor apoyo en su vida. Sus éxitos profesionales le llevaron a la realización de importantes trabajos monumentales en piedra. Su protector durante la década de los sesenta fue Felipe Arche Hermosa, gobernador civil de Jaén, que apoyó la cultura y el arte y del que se hizo especialmente amigo.
Los años setenta se vierten hacia labores museológicas como conservador y restaurador del Museo Provincial de Jaén, siempre alternando con trabajos escultóricos. La docencia en la Escuela de Artes Aplicadas y Oficios Artísticos de Jaén y la formación y dirección del recién creado Museo de Artes y Costumbres Populares de Jaén, junto con la alternancia en los trabajos de escultura, ocuparon toda la década de los ochenta.
Sus últimos grandes monumentos fueron los de Los donantes de sangre y la Dama de Castellar, de 1999 y 2010, respectivamente.

## Trayectoria profesional

### Método de trabajo
La obra de Constantino Unghetti obedece a un tipo de metodología ligada al trabajo tradicional heredado de las técnicas del Renacimiento y dentro de un proceso clásico. La piedra, el bronce y la madera fueron sus materiales más utilizados en la escultura monumental y la imaginería.
Al modelado en barro le sigue la reproducción en escayola, tras un molde perdido. Este modelo de escayola permite al escultor realizar la saca de puntos con gramil, para su paso al material definitivo de piedra o madera. La cera perdida para el bronce, permite registrar con exactitud todos los detalles. La escultura es concebida dentro de unas premisas realistas, trabajando en planos básicamente.

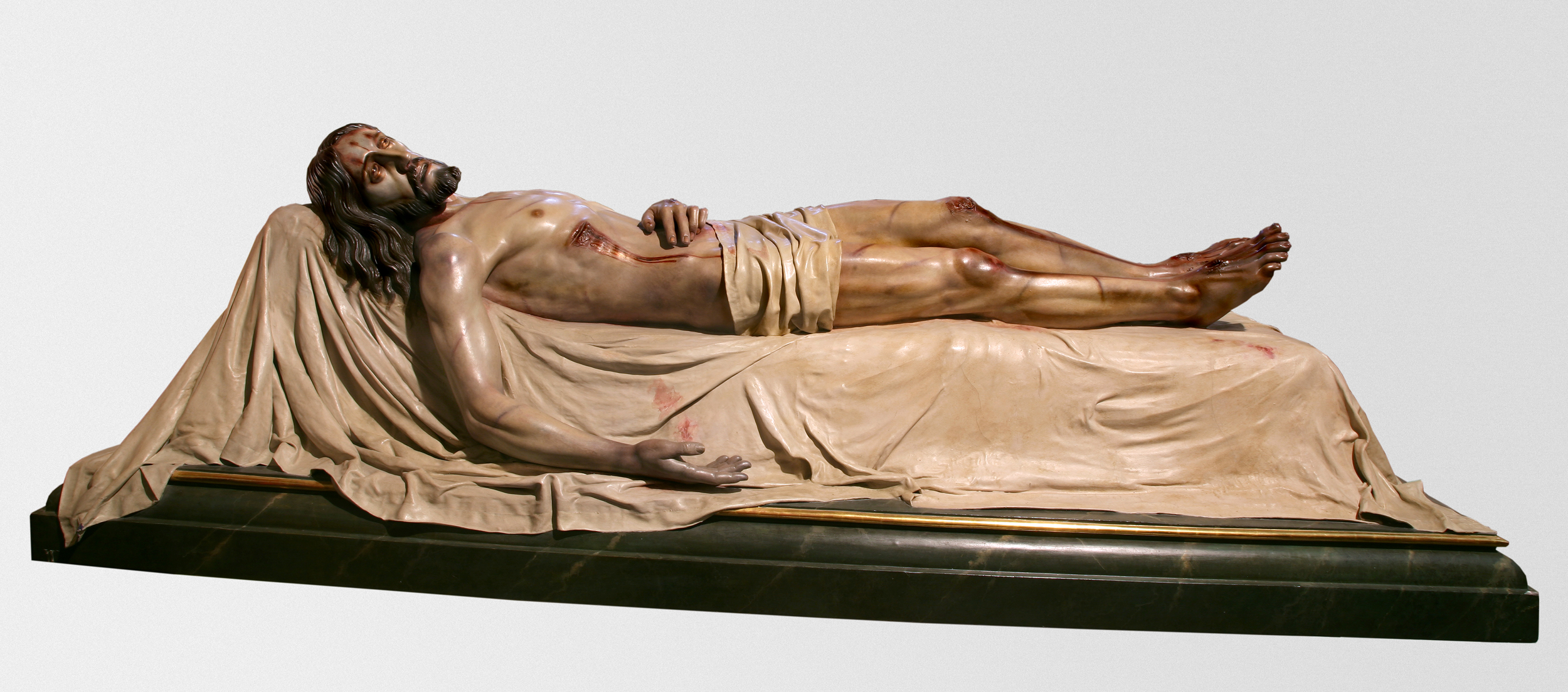
Cristo Yacente de la iglesia de San Ildefonso, Jaén, 1959

### Restauraciones de imaginería
Su actividad como restaurador de imágenes data desde 1940, que su padre, (como tallista y restaurador) le entregó un San José con el Niño Jesús en sus brazos, que tenía en su taller para restaurarlo, perteneciente a la Parroquia de Castellar (Jaén), que aún se conserva en ella.
- En Castellar:
  - Nuestro Padre Jesús Nazareno.
  - Cristo Crucificado.
  - Nuestra Señora de Consolación.
  - Santísima Virgen de los Dolores.
  - San Juan.
  - Sagrado Corazón de Jesús.
- En Torredelcampo:
  - Santa Ana.
- En Martos:
  - Santa Marta.
  - Cristo Crucificado del Santuario de Santa Marta.
- En Baeza:
  - Cristo de la Universidad, —conocido como el de «Las Escuelas»—
- En Alcalá la Real:
  - San Juan.
- En La Guardia de Jaén:
  - San Sebastián.
- En Jaén:
  - Cristo de la Humildad. Hermandad del Silencio. Restaurado en 1956.
  - Cristo Resucitado. Hermandad del Resucitado. Remodelado en 1956.
  - Nuestro Padre Jesús Nazareno. Cofradía de Nuestro Padre Jesús Nazareno. Restaurado en 1979.
  - San Juan, la Verónica y el Cirineo. Cofradía de Nuestro Padre Jesús Nazareno. Restauradas en 1980.
  - Los ladrones —Dimas y Gestas—. Congregación del Santo Sepulcro), atribuidos a Sebastián de Solís.

|                                                 |
| Fuente monumental de Beas de Segura, Jaén. 1962 |

|                                                            |
| Hombre encadenado. Fuente monumental.Beas de Segura (Jaén) |

|                                                              |
| Mujer ahogándose. Fuente monumental de Beas de Segura (Jaén) |

|                                                                      |
| Hombre encauza las aguas. Fuente monumental de Beas de Segura (Jaén) |

|                                   |
| Monumento donantes de sangre Jaén |

### Museología

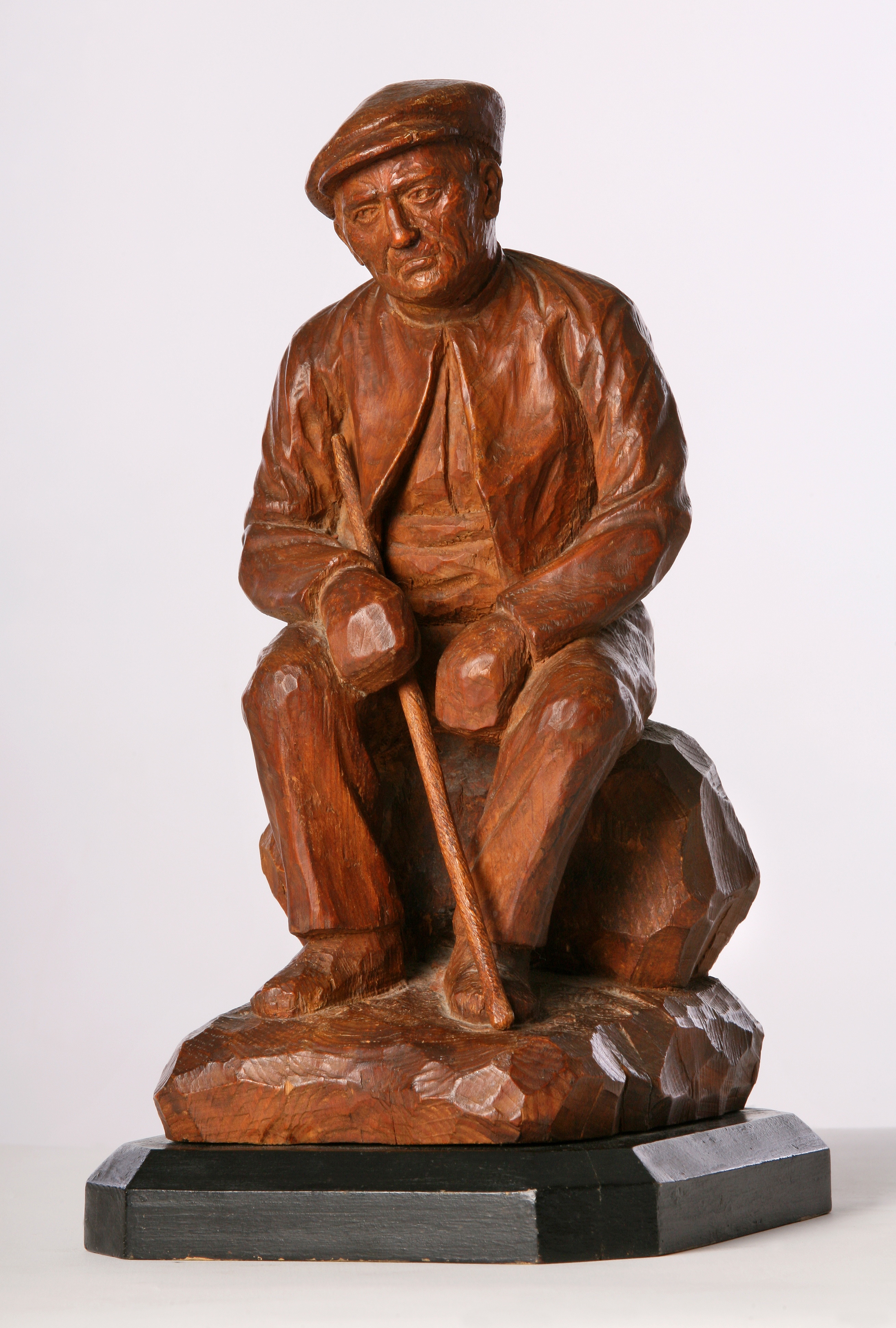
Viejo campesino.

Su actividad en este campo ha sido amplia, ejerciendo diversas funciones en los mismos. Su relación con la arqueología se remonta a su interés por descubrir yacimientos arqueológicos en su pueblo de origen, Castellar, tan vinculado con el mundo ibero y romano. El Museo Nacional del Teatro, creado en 1919 por el giennense José del Prado y Palacio —Ministro de Instituciones Públicas y Bellas Artes—, y que tras su trayectoria errante se ha instalado en Almagro, fue el primer museo con el que tuvo contacto. Las piezas del mismo estaban almacenadas en una casa particular —Calle Ruiz de Alarcón, 2—, y de un modo altruista entregó su tiempo libre a cuidar y distribuir los nobles objetos que componían estas colecciones. Tal dedicación era parte, por el afecto personal a su director Fernando José de Larra —nieto del famoso escritor Mariano José de Larra—, que le honraba con su aprecio.
De una manera más académica hay que citar su actividad en el Instituto de Estudios Giennenses como becario del que era director José Antonio de Bonilla y Mir, y que data del año 1955 hasta terminar su actividad como becario. Colaboraba como ayudante de los arqueólogos que realizaban las excavaciones que este organismo patrocinaba. Posteriormente tras un espacio de tiempo dedicado a su actividad escultórica exclusivamente, fue requerido para ocupar una importante actividad restauradora y arqueológica en el Museo Provincial de Jaén, ocupando cargos de responsabilidad como realizador del montaje de este museo y conservador del mismo, las cuatro campañas arqueológicas de Cerrillo Blanco en Porcuna en la década de los años 70, y al que se debe el descubrimiento de la cabeza del guerrero de estas famosas esculturas que han recorrido algunas ciudades europeas.
Dirigiendo como escultor-restaurador el acoplamiento de las numerosas piezas, en un total de 1 486 fragmentos, que componen el singular grupo escultórico encontrado. Colaborador con la Asesoría Nacional de Museos en la remodelación y montaje del Museo Arqueológico de Sevilla, Arqueológico y Bellas Artes de Huelva, Arqueológico y Bellas Artes de Cuenca, Arqueológico y Bellas Artes de Jaén, Arqueológico de Porcuna y de Úbeda —estos dos últimos de nueva creación—. Aparte hay que comentar su dedicación en el mes de vacaciones durante la década de los setenta a la organización y planificación del museo arqueológico de Melilla, requerido allí por el alcalde de la ciudad Francisco Mir Berlanga —cronista oficial de la ciudad—.
Su más destacada función museística es el colofón a su dedicación en este campo, con la creación del Museo de Artes y Costumbres Populares de Jaén, dependiente de la Diputación Provincial. La decisión de crear un Museo de Artes Populares fue tomada por el presidente de la Diputación de Jaén, Leocadio Marín, continuando posteriormente esta labor la presidencia de Cristóbal López Carvajal. En el pleno ordinario de la Diputación Provincial de Jaén, celebrado el 27 de junio de 1981, se acordó crear el Museo de Artes y Costumbres Populares de la Provincia, proponiéndolo para que se encargara de su dirección, siendo corroborada esta decisión en el primer Plenario de Patronato del Museo, al constituirse este oficialmente, en acto celebrado el 21 de abril de 1982, ajustándose al artículo 12 de los estatutos del patronato, aprobados por la Diputación en la citada sesión, dejando el cargo al llegar el tiempo de jubilación en 1988, e inaugurado posteriormente en el Palacio de los Condes de Villardompardo, junto a los Baños Árabes.

### Restauraciones arqueológicas
Otra de sus actividades fue las restauraciones en el campo de la arqueología, que comenzó en el año 1955, requerido por el Instituto de Estudios Giennenses, por medio de una beca para restaurar las piezas arqueológicas procedentes de las excavaciones que periódicamente en yacimientos provinciales de diferentes culturas, como los de Castellones de Ceal, La Guardia de Jaén, santuarios ibéricos como los de Castellar, Collado de los Jardines en Santa Elena, Peal de Becerro, Marroquíes Altos en Jaén capital etc. De becario pasa a pertenecer al seminario de arqueología, acompañando en estas circunstancias a prestigiosos arqueólogos que dirigían los trabajos de prospección en los diferentes yacimientos, finalizando su cometido como becario en dicho Instituto en 1962.
En el Museo de Bellas Artes y Arqueología de Jaén, fue requerido por su director entonces, Juan González Navarrete, para ocupar la dirección del taller de restauraciones de arqueología, a finales de los años 60.

## Obras

### Escultura

#### Imaginería en madera
- (1954) Imagen de la Virgen de los Dolores —madera policromada—
- (1959) Imagen de Cristo Yacente —madera policromada 2.60 x 1.00 x 0.80 m—
- (1971) Imagen de Cristo Rey —madera barnizada 2.50 m—
- (1987) Imagen de Cristo Resucitado —madera barnizada 1.50 m—

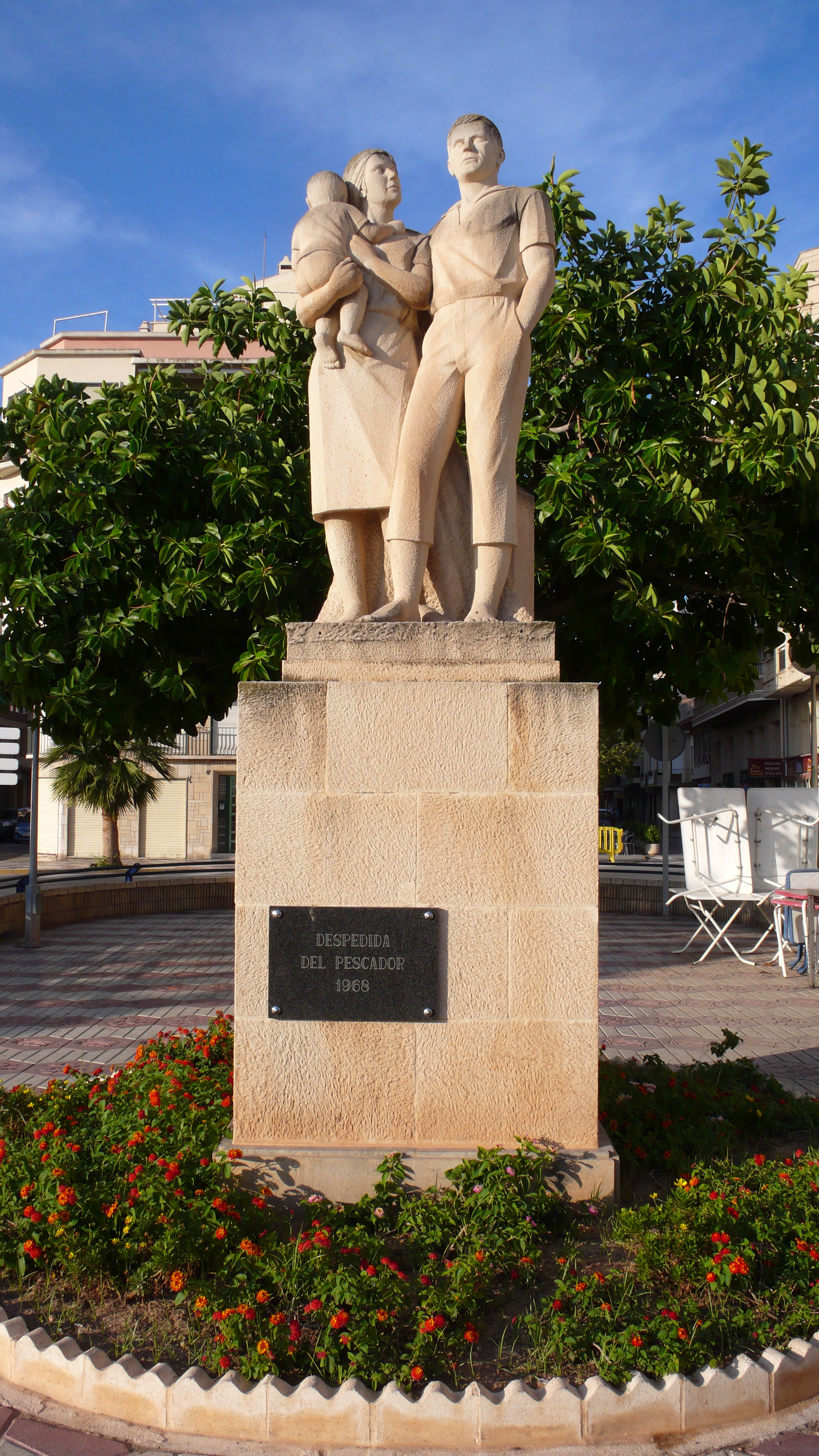
Monumento Despedida del pescador. Santa Pola.

#### Escultura Urbana
- (1960) Imagen de la Virgen de la Paz —piedra caliza 2.30 m—.
- (1961) Golfillo sentado con su perro —piedra caliza 1.00 x 0.90 x 1.10 m—.
- (1962) Fuente Monumental de Beas de Segura —piedra caliza 2.30 m alto—.
- (1962) El Niño de la Fuente de Castellar —piedra caliza, 1.80 m. alto—.
- (1962) Monumento a José Antonio Primo de Rivera —piedra caliza 1.45 m. alto—.
- (1965) Busto-retrato al seminarista Manuel Aranda Espejo —piedra caliza 0.60 m—.
- (1965) Escudos del Parador de Turismo de Jaén —piedra caliza varias medidas—.
- (1968) Despidiendo al pescador —piedra caliza 2.50 m alto—
- (1968) Escudo de la localidad de Beas de Segura —piedra caliza, 0.80 x 0.50 m—.
- (1972) Niño de la armónica —piedra caliza 1.20 m alto—
- (1973) Monumento a Fernando III «El Santo» —piedra caliza 2.40 m alto—
- (1974) Monumento al Jefe del Estado Español General Francisco Franco —piedra y bronce—.
- (1977) Monumento Los toritos de San Marcos —bronce, 0.50 m—
- (1978) Monumento Homenaje al Maestro de Música Emilio Cebrián Ruiz.
- (1978) Monumento Cervantes con Don Quijote y Sancho —piedra y bronce, 2.00 m—
- (1979) Placa conmemorativa del Maestro guitarrista Juan Parras del Moral —piedra y bronce, 0.70 x 0.50 m—.
- (1983) Monumento Homenaje a los Aceituneros —bronce 2.50 m altura—.
- (1983) Monumento Homenaje al Maestro Antonio Álvarez Alonso —piedra y bronce, 2.30 m—
- (1983) Monumento al Guarda Forestal —bronce, 2.30 m altura—.
- (1986) Monumento Homenaje al maestro de música M. Jiménez Pérez —piedra y bronce, 2.00 m—
- (1999) Monumento a los Donantes de sangre —bronce, cobre y piedra 7 m altura—
- (2010) Monumento a la Dama ibera de Castellar —bronce 1.70 m—

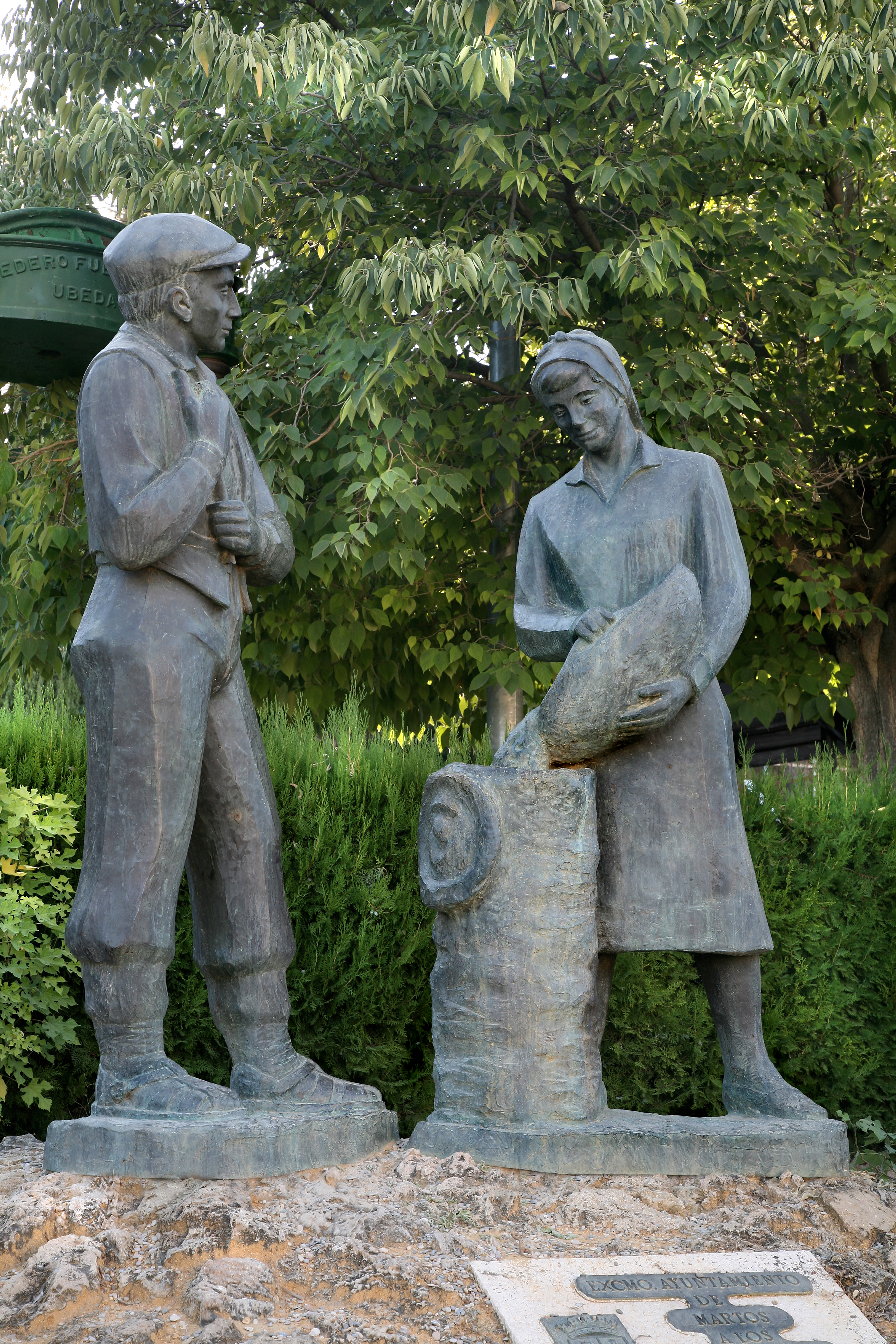
Monumento Aceituneros en Martos.

#### Escultura en pequeño formato
Por citar algunas de estas obras más destacadas
- La danza del fuego. Madera de nogal.
- Campesinos. Madera de pino.
- Aceituneros. Tres figuras en madera de caobilla sobre una base que es el mapa de la provincia de Jaén.
- Virgen de la Paz. Madera.
- Virgen Inmaculada. Madera.
- Judith con la cabeza de Holofernes. Madera.
- Bajo relieve con la pareja Antonio-Josefa. Madera.
- Relieve de Manon Lescot. Escayola.
- Relieve alegórico sobre el hogar. Realizado en cemento para edificio de viviendas.
- Bajo relieve con el tema de Fausto. Para una farmacia. madera.
- Santa Cena —Relieve triangular—. Madera.

#### Bustos - retratos
- Leandro Unghetti. Escayola.
- Luis Sagaz Zubelzu —médico—. Escayola.
- Ascensión García —niña— Madera.
- Constantino Unghetti. Madera.
- Pepa Molina Serrano. Barro cocido.
- Fernando Larra —director del Museo-Teatro Madrid—. Escayola.
- Apunte retrato de Aurora —Hija del doctor Fernández Amela—. Bronce.
- Apunte-retrato de mi hija niña. Escayola.
- Mariano Crespo. Madera.
- Manuel Unghetti.

#### Diseño de obras para realizar por otros técnicos
- Emblema para los periodistas —Alegoría a la libertad de expresión—.
- Altar para la Virgen de la Merced. Iglesia de la Merced en Jaén.
- Altar para la Virgen del Carmen. Iglesia de San Juan en Jaén.
- Monumento al Trabajo.

## Nombramientos
- Hermano Mayor Honorario del Santísimo Cristo Yacente. 24 de marzo de 1959.
- Vicepresidente de la Agrupación Sindical Provincial de Bellas Artes. 1960-1970.
- Vocal de la Comisión de Arte Sacro del obispado de Jaén. 2 de marzo de 1972.
- Consejero de Número del Instituto de Estudios Giennenses. 16 de mayo de 1977.
- Cofrade de la Santa Capilla de San Andrés. Prestado juramento el 21 de junio de 1987.
- Hijo predilecto de Castellar. 2 de junio de 2001.
- Miembro honorífico de amigo de los Museos de Castellar. 2003.

## Premios
- Primera Medalla de Artesanía Artística en Guadalajara. Concurso provincial promovido por la obra sindical de artesanía. Obra premiada Un musulmán. 1945
- Primer Premio del V Concurso Nacional de Artesanía de Jaén. Concurso promovido por la obra sindical, de la Diputación de Jaén. Obra premiada Mi padre —talla en madera—. Octubre de 1947.
- Mención Honorífica de la Exposición Regional de Bellas Artes del Frente de Juventudes en Jaén. Obra presentada Mefistófeles. 1950.
- Mención Honorífica en el Concurso Provincial de Bellas Artes en Jaén. Promovida por el Frente de Juventudes. 23 de octubre de 1953.
- Medalla de Honor del Concurso Nacional de Arte de «Los Nazarítas» en Arjona. Obra premiada Campesinos. 1957.

## Exposiciones
- En Guadalajara:
  - IV Exposición Provincial de Arte de Educación y Descanso. 10 de junio de 1946.
- En Madrid
  - VI Exposición Nacional de Arte, en el Círculo de Bellas Artes de Madrid. Noviembre de 1946. Organizada por la obra sindical de Educación y Descanso. Obras seleccionadas por haber sido premiadas en su ciudad.
  - Primera exposición de pintores giennenses en Madrid. inaugurada en la Casa de Jaén. Obra presentada: Judith y Danza del fuego. 13 de diciembre de 1953.
- En Arjona:
  - III exposición de Bellas Artes de los Nazaritas. Agosto de 1957.
  - XV exposición de Bellas Artes. Antología Nazarita. Agosto de 1964.
- En Orcera:
  - Exposición de artesanía. 26 de octubre de 1950.
- En Jaén:
  - Constantino Unghetti: Presencia e identidad escultórica. Celebrada en el Museo de Artes y Costumbres Populares. Abril de 2010.[2]
  - IV Exposición Provincial de Bellas Artes, organizada por la Asesoría Provincial de Cultura y Arte del Frente de Juventudes y patrocinada por el Ayuntamiento de Jaén.

### Artículos de revistas
- Unghetti Molina, María de la Paz (1981). «Lo que no vemos en una Imagen». Especial Semana Santa Giennense. Revista Alto Guadalquivir (Peal de Becerro: Asociación para el Desarrollo Socioeconómico "Alto Guadalquivir"): 25. OCLC 436802003.
- Fernández Hervás, Enrique (1993). «Antecedentes de la Cofradía del Señor Resucitado y Mª Santísima de la Victoria». Especial Semana Santa Giennense. Revista Alto Guadalquivir (Peal de Becerro: Asociación para el Desarrollo Socioeconómico "Alto Guadalquivir"): 10. OCLC 436802003.
- Oya Rodriguez, Vicente (1993). «Restauración de Nuestro Padre Jesús Nazareno». Especial Semana Santa Giennense. Revista Alto Guadalquivir (Peal de Becerro: Asociación para el Desarrollo Socioeconómico "Alto Guadalquivir"): 14-16. OCLC 436802003.
- (2000). «Las cofradías penitenciales en la ciudad de Jaén a lo largo del siglo XX». Especial Semana Santa Giennense. Revista Alto Guadalquivir (Peal de Becerro: Asociación para el Desarrollo Socioeconómico "Alto Guadalquivir"): 9-14. OCLC 436802003.
- (2003). «El hombre y su piedra». Revista Jaén cultural y económica (Córdoba Contracentro) (1): 32-35. ISSN 1133-6757. OCLC 436562965.
- . «Elche: Monumento al pescador». Revista Garbo (803).
- Chaurit, Pablo (Marzo de 1983). «Constantino Unghetti, escultor de talla».  En Molina Navarrete, Ramón, ed. Revista Ibiut (Úbeda) (6): 7. ISSN 1888-6574. OCLC 436538737.
- (Marzo de 2007). «Constantino Unghetti Álamo: imaginero, Humanista… y Cofrade». Revista Pasión y Gloria (Agrupación de Cofradías y Hermandades de la Ciudad de Jaén) (23).
- Ibañez, José (Semana Santa 2007). «Personajes del Silencio: D. Constantino Unghetti Alamo». Revista Humildad y Silencio (Jaén: Hermandad del Santísimo Cristo de la Humildad y Silencio de Jaén). OCLC 436509444.
- Unghetti Molina, María de la Paz (Diciembre de 2006). «Constantino Unghetti: escultor en Martos». Revista Aldaba (Martos: Ayuntamiento de Martos). ISSN 1137-0173. OCLC 436563506.

### Libros
- Díaz Vaquero, María Dolores (1995).  Publicaciones de la Caja de Ahorros y Monte de Piedad de Córdoba-CajaSur, ed. Imagineros andaluces contemporáneos. Córdoba. ISBN 9788479590673.
- Capel Margarito, Manuel (1997). La pintura contemporánea: introducción a la historia de las artes contemporáneas. Semilla y Flor. Jaén. OCLC 933968542.
- Olivares Barragán, Francisco (2000).  Instituto de Estudios Giennenses, ed. Jaén y sus cien pueblos. Jaén (publicado el 2002). Referencias a las esculturas realizadas por Constantino Unghetti en diferentes pueblos. ISBN 9788492290710. OCLC 433323661.
- Molina Verdejo, Felipe (1989).  Molina, Felipe, ed. Las piedras angulares: (sonetos). Jaén. p. 56. ISBN 9788440454355. OCLC 434565906.
- Instituto de Estudios Giennenses (1984). Semana Santa en Jaén. Temas andaluces. Colabrora Agrupación de Cofradías de Semana Santa de Jaén. Publicaciones del Monte de Piedad y Cajas de Ahorros. Referencias de obras de imaginería y restauraciones de imágenes. ISBN 9788475800509. OCLC 434432037.
- Palomero Páramo, Jesús Miguel; García López, José Luis (1988). Imaginería procesional en Jaén. Sevilla: Boletín de las Cofradías de Sevilla. pp. 73-76. ISBN 9788440432704. OCLC 927764918.
- Galera Andreu, Pedro Antonio (1985).  Instituto de Estudios Giennenses, ed. Catálogo monumental de la ciudad de Jaén y su término. Jaén. Varias páginas. ISBN 9788400060312.
- Ibañez Muñoz, José (1999). El silencio. Varias páginas referentes a la restauración del Cristo de la Humildad de la Cofradía del Silencio. ISBN 978-84-605-9918-0.
- Chicharro Chamorro, José Luis (1999).  Instituto de Estudios Giennenses, ed. El Museo Provincial de Jaén (1846-1984). Jaén: Diputación Provincial de Jaén. ISBN 8487115675.
- González Navarrete, Juan Agustín (1987).  Instituto de Cultura, ed. Escultura Ibérica de Cerrillo Blanco: Porcuna, Jaén. Colección Investigación. Jaén: Diputación Provincial de Jaén. p. 16. ISBN 9788450551501.
- García Fuentes, Antonio (1900). Tesina.